# Drápatečka
Drápatečky jsou rodem žabek, které i v dospělosti žijí ve vodě. Jsou známy čtyři druhy, všechny rozšířené v povodí Konga. V přírodě obývají mělké řeky, potoky a tůně a v období dešťů se rozšiřují též do zatopeného pralesa. Jsou též oblíbenými, nenáročnými chovanci akvárií.

## Druhy
- Drápatečka Beottgerova (H. boettgeri)
- Drápatečka malá (H. curtipes)
- Drápatečka boulengerova (H. boulengeri)
- Drápatečka gabunská (H. feae)